# 2020年の競輪
2020年の競輪（2020ねんのけいりん）では、2020年（令和2年）の競輪関連の記述と、GP・GI・GII・GIIIを中心としたレースの優勝者及び、獲得賞金ランキング30位までの選手等をまとめる。
2019年の競輪 - 2020年の競輪 - 2021年の競輪

## 新型コロナウイルスに伴う影響
2020年は、世界的な新型コロナウイルス（COVID-19）の感染拡大により、競輪でも選手・ファン・施行者・その他関係各所への影響が多数生じた。
感染拡大防止の観点から、まず、2月27日より5月31日までは一時的に全ての競輪場・場外発売所が閉鎖され、閉鎖中は各施行者ともミッドナイト競輪以外も含めて全ての開催で無観客にて実施した。なお、この間の車券の発売・払戻は、ミッドナイト競輪と同じく電話・インターネット投票に限定して実施したほか、閉鎖中に払戻有効期限を迎えた的中投票券の払戻については特例で「全ての競輪場・場外発売所での発売・払戻業務再開から60日後」まで払戻期限を延長することで対応した。
特に4月から5月にかけては、選手の身内や評論家など関係者から陽性者が出た上に、政府より緊急事態宣言が発令されたことを受けて、競馬やボートレースなど他の公営競技と比べて一開催での参加人数が多く『3密』状態になりやすい競輪の特性からくる感染拡大への懸念から、特別競輪も含めて全国的に開催中止が相次ぎ、特に選手にとってはレースに満足に出走できず収入が減少するなど多大な影響が出るようになった。ただ、5月25日に全国的に緊急事態宣言が解除されたこともあり、競輪としても新型コロナウイルス感染症拡大予防ガイドラインや同対策要綱（詳細はこちらを参照）を制定したほか、様々な感染拡大を防止する対策を取ったうえで、場外発売は6月1日から再開した。本場開催も6月12日の武雄競輪場の開催以降、体制の整った競輪場・場外発売所から順次観客の入場を再開した。また、7月から9月の開催については、当面はあっせんは極力地元ないし近隣地区内とした上でS級も含め全ての開催で1レース7車立て×9レース（参加人数63名）とする（特別競輪のGI・GIIは除く）など、通常時とは異なる番組体系で実施することとなった。なお、7月末に選手でも初めて感染者が発生して以降、複数名の選手の感染が確認される事態となった。ただ、開催中の選手宿舎でのクラスターの発生は報告されておらず、最悪の事態には陥っていない。
一方で、悪い影響ばかりではなく、4月から5月にかけては数少ない開催に投票が集中したことで、特にゴールデンウイーク前後のナイター競輪やミッドナイト競輪では総売上額が予想を大きく上回り無観客GIIIに匹敵する10億円を超えた開催もあったなどプラス要素も見られた。また、グレードレースでも、6月の高松宮記念杯の総売上は対前年比で減少とはなったが本場は無観客開催ながら70億円と健闘したほか、7月のサマーナイトフェスティバルでは入場者を制限した中で総売上の過去最高を達成した。さらに8月のオールスター競輪以降のGI3大会はいずれも目標額をクリアしただけでなく総売上額が対前年比で上回った。
これら一連の動きの詳細は、以下「できごと」を参照のこと。

## できごと
広報活動、記録、人事、実施（開始）・終了、その他事象　※記載の級班はできごと当日時点

### 1月
- 17日 - 【実施】 JKAは、1月30日より熊本県八代市にて、熊本市を管理施行者とする競輪場外車券売場「サテライト八代」を開設することを発表。所在地は熊本県八代市沖町字六番割3916番地、収容人員439名[7]。

- 25日 - 【実施】 奈良競輪場で、ナイター競輪（『まほろばナイトレース』）を開始[8]（ミッドナイト競輪は既に実施済み）。→ 2019年9月30日

### 2月
- 06日 - 【実施】 宇都宮競輪場で、2020年6月18日よりナイター競輪を開催することが決定。愛称は『RAIZINナイトレース500』[9]。 → 6月18日

- 14日 - 【事象】 玉野競輪場で、全国初となる競輪場併設のホテルが建設されることが明らかとなった。同日、新競輪場の包括委託事業者に株式会社チャリ・ロトが内定。夏ごろから既存のメインスタンドなどを解体し、その跡地に選手宿舎を兼ねた8階建て100室程度のホテルを建設する。20億円を上限に玉野市が初期費用を負担し、株式会社チャリ・ロトも20億円程度を負担する計画。この競輪場併設のホテルは2022年4月に開業予定[10][11]。

- 25日 - 【実施】 富山競輪場の施設所有者が、株式会社チャリ・ロトへ変更[12]。

### 3月
- 02日（現地時間1日） - 【事象】 ベルリンにて開催中の世界選手権において、女子ケイリンで初めてオリンピック出場枠「1」を獲得[13]（オリンピックの自転車競技トラック種目においては開催国枠はない[14]）。女子ケイリンに出場したガールズケイリン選手の小林優香（福岡・106期、L1）、太田りゆ（埼玉・112期、L1）はともに敗者復活戦でも敗退したが、ワールドカップで獲得したオリンピックポイントの累計により出場枠を確保したことで、東京オリンピックでは小林、太田のいずれか1名が女子ケイリン代表に選出される見通し[13]。なお、現地時間2月28日には、アマチュアの梶原悠未が日本人として初めて女子オムニアムで優勝、日本人女子では初、男女を通じても1987年の俵信之（北海道・53期、引退）・本田晴美（岡山・51期、引退）以来となるチャンピオンジャージー「マイヨ・アルカンシエル」を獲得した[15]。

- 03日 - 【実施】 静岡競輪場で、ナイター競輪（『富士山バンクナイトレース』）を開始[16]。 → 2019年12月25日

- 25日 - 【記録】 寺﨑浩平（福井・117期、A2）が、名古屋FIで完全優勝。前年末に日本競輪選手養成所創設以来初となる早期卒業を果たし、1月16日のデビュー戦より無傷で18連勝を達成。A級1班・2班戦で3開催連続優勝を達成したことにより、翌26日付にてS級2班へ特別昇級を果たした（デビュー戦より69日で達成）。A級3班によるチャレンジレースを導入した2008年1月以降において、デビュー場所から負けなしの6開催連続優勝（18連勝）でS級特別昇級を果たしたのは、深谷知広（愛知・96期、S1）以来2人目の快挙[17]。

- 26日 - 【実施】 JKAは、2020年7月2 - 5日に開催される小松島GIIIより、4日制GIIIにおける2日目二次予選の番組体系を変更することを発表。従来の番組では二次予選はA・Bと分けていたが、「予想しづらい」などという意見が寄せられたため、A・Bの区分を廃止して一本化することで、有力選手を各レースに分散させ予想軸がはっきりするレースとする[18]。
  - 4日制・12レース制・GIII開催（昼間・ナイターとも）では、従来の2日目二次予選A（4レース）・B（3レース）の計7レースを、二次予選7レースに一本化。3日目準決勝には二次予選1 - 3着21名と4着6名が勝ち上がる[19]。
  - 4日制・9レース制・GIII開催（ナイター）では、従来の2日目二次予選A（3レース）・B（3レース）の計6レースを、二次予選6レースに一本化。3日目準決勝には二次予選1 - 4着24名と5着3名が勝ち上がる[20]。

なお、その後、当年7月から9月にかけての4日制GIIIは7車立9レースで行うと発表されたため、新番組体系の実施は10月以降となった。
- 26日 - 【記録】 高橋晋也（福島・115期、S2）が、GII・第4回ウィナーズカップ（福井）にてデビューから266日で史上最速となる特別競輪初出場を果たした[23]。

- 27日 - 【記録】 3月25日から27日にかけて行われた前橋FII（ミッドナイト競輪）にて、総売上が7億5520万6500円となり、ミッドナイト競輪の総売上新記録を達成[24]。

- 30日 - 【広報】 日本競輪選手養成所は、日本競輪選手養成所入所試験委員会において、第119期生特別選抜試験[25]受験者である窪木一茂の合格を発表。日本競輪選手養成所における特別選抜試験の合格者は、旧競輪学校時代を通じて原大智（宮城・117期、A3）以来9人目[26]。今後は、同年5月に日本競輪選手養成所に入所し、順調にいけば2021年に競輪選手としてデビューする予定。

### 4月
- 01日 - 【広報】 JKAは、2019年度（2019年4月1日 - 2020年3月31日）の総車券売上高の速報値を発表[27]。速報値ながら売上高は6604億6055万5100円と、特に2月末より無観客開催が続いており売上高が大きく落ちている中で、6年連続の対前年度比プラスとなった。正式には4月15日に改めて、全国の競輪場入場者数と併せて発表される予定[27]。

- 03日 - 【記録】 寺﨑浩平（福井・117期、S2）が、S級デビュー場所であった小田原FIにて初優勝し、1983年4月のS級創設以来、S級初優勝最速記録を更新[28][29]。デビューから79日での達成であった。従来の記録は、坂井洋（栃木・115期、S2）が2019年11月に平塚FIで達成した、デビューから144日[30][28][29]。なお、寺﨑はS級デビュー戦である初日（4月1日）予選でも1着としたが、翌日（2日）の準決勝戦では3着となり、デビューからの連勝記録は19で止まった[30]（参考に、深谷知広は20連勝）。

- 13日 - 【記録】 4月11日から13日にかけて行われた大垣FII（ミッドナイト）にて、総売上が8億546万9100円となり、ミッドナイト競輪としては新記録かつ初となる総売上8億円台を達成[24]。この3日間のミッドナイト競輪は大垣のみの単独開催（11日は元から大垣のみ、12日と13日は前橋FIIが中止）であったことも要因[24]。なお、ミッドナイト競輪の総売上記録は、のち同月25日から27日にかけて行われた玉野FIIにて11億7063万3100円で、同月29日から5月1日にかけて行われた小倉FIIにて11億9904万9900円で、それぞれ更新された[5]。 → 5月1日

- 15日 - 【広報】 全国競輪施行者協議会は15日、2019年度の全国競輪場車券売上高の確報値を発表。総車券売上高は6604億6055万5100円で前年度比101.0%（うち重勝式売上高は29億1393万4600円で、前年度比105.7%）となり、6年連続の増加となった。ただこれは、開催日数を2298日と前年度比で43日増とした結果であり、1日平均売上高は2億8740万6700円で前年度比99.1%と、2年連続の減少となった。なお、2月末以降は新型コロナウイルス感染症対策で無観客開催が続いており、投票は電話・ネットに限定されていることもあって、電話投票売上高は3625億8208万8800円と7年連続増加かつ前年度比118.4%と急増し、2765億8612万1700円（前年度比86.0%）であった場外売上高を初めて上回った。また、電話投票利用者数も6428万1066人で、前年度比115.8%と急増した。一方で、本場売上高は212億9234万4600円（前年度比80.8%）、本場入場者数は219万2241人（前年度比87.5%）、1日平均入場者数は1407人（前年度比99.4%）と、いずれも前年度同様に減少が続いている（1日平均入場者数は無観客開催を算入せず）[31]。

### 5月
- 01日 - 【記録】 4月29日から1日まで行われた小倉FII（ミッドナイト）で、総売上が11億9904万9900円を計上し、ミッドナイト競輪の総売上新記録を達成。加えて、最終日である1日の売上は4億8090万4800円で、これも一日の売上額としては新記録となった[5]。

- 14日 - 【記録】 重一徳（鹿児島・57期、A1）が小倉FII（ミッドナイト）初日第3レースで1着となり通算500勝を達成。通算35人目、デビューから34年目での達成であった。規程に基づき、後日JKAより表彰予定[32]。

### 6月
- 04日 - 【広報】 日本自転車競技連盟は、オンラインで会見を開き、2021年開催予定の東京オリンピック自転車トラック種目の代表内定選手を発表。競輪選手からは、男子はスプリントとケイリンで新田祐大（福島・90期、SS）と脇本雄太（福井・94期、SS）が、女子はスプリントとケイリンで小林優香（福岡・106期、L1）が、それぞれ選出された[33]。

- 09日 - 【記録】 萩原操（三重・51期、A1）が、四日市FI（ナイター）にて56歳10か月11日で優勝。A級1・2班戦において56歳での優勝は、史上最年長優勝となった。萩原の前は、大竹慎吾（大分・55期、A1）が同年3月14日に松阪FII（モーニング）優勝で記録した、54歳9か月1日。なお、A級全体（競輪選手全体）では、井狩吉雄（滋賀・35期、引退）が2009年10月6日に奈良でのチャレンジ（A級3班）優勝で記録した、58歳4か月22日[34]。

- 18日 - 【実施】 宇都宮競輪場で、ナイター競輪（『RAIZINナイトレース500』）を開始[9]。 → 2月6日

- 21日 - 【記録】 脇本雄太（福井・94期、SS）が、第71回高松宮記念杯競輪（和歌山）で高松宮記念杯を完全優勝で初制覇（脇本は4つ目のGIタイトル）。高松宮記念杯での完全優勝は、1997年の第48回大会（大津びわこ）で達成した吉岡稔真（福岡・65期、引退）以来23年ぶり通算10人目11度目[35]で、4日制以上のGI完全優勝は脇本自身が前年の日本選手権で優勝して以来となった。なお、同大会では無観客開催かつ関東の一部では場外発売が実施されないなどもあったため売上目標は設定されなかったが、最終的に総売上額は70億5905万0100円と大いに健闘した[36][37]。

- 21日 - 【記録】 石井寛子（東京・104期、L1）が、いわき平FII（ナイター）にてガールズケイリンで史上初となる通算100回目の優勝を達成。また、同日時点で通算372勝としており、これもガールズケイリンでは歴代最多となっている[38]。

- 25日 - 【記録】 児玉碧衣（福岡・108期、L1）が、玉野FII（ナイター）第7レースにて1着となり、ガールズケイリン史上4人目となる通算300勝を達成。登録日から5年1か月24日（登録日を含まない。デビュー戦からでは4年11か月23日）での達成で、登録日からの日数では奥井迪（東京・106期、L1）に次ぐ史上2番目、出走ベースでは史上最短となる365戦目での達成であった[39][40][41][42][43]。規程により7月30日、久留米競輪場にて表彰式が執り行われた[44]。

- ??日 - 【実施】 開催参加選手の持ち込み禁止品に、新たにカメラが加わる[45]。

### 7月
- 02日 - 【記録】 武雄FII（ミッドナイト）にて、ミッドナイト競輪の1日の売上額としては新記録となる4億8415万円2000円を計上[46]。

- 10日・11日 - 【記録】 寺﨑浩平（福井・117期、S2）が、10日に開幕したGII・第16回サマーナイトフェスティバル（いわき平）に出場。デビューから177日で特別競輪初出場となり、3月のGII・第4回ウィナーズカップに初出場した高橋晋也（福島・115期、S2）が持っていた記録を更新した[23]。また、2日目の11日には第6レースで1着となり、デビューから178日（デビュー日含む）で特別競輪最速初勝利を記録。これまでの記録は、坂井洋（栃木・115期、S2）が持っていたデビューから269日（2020年3月28日の第4回ウィナーズカップ3日目第4レース）[47]。

- 11日 - 【記録】 児玉碧衣（福岡・108期、L1）が、第7回ガールズケイリンフェスティバル（いわき平）2日目第12レースにて勝利し、24連勝を達成。梶田舞（栃木・104期、L1）が持つガールズケイリン最多連勝記録に並んだ[48]。ただ、翌12日第11レースの決勝戦では3着となり、記録更新はならなかった[49][50]。

- 12日 - 【記録】 GII・第16回サマーナイトフェスティバル（いわき平）にて、3日間の総売上額が57億4570万8300円となり[51]、サマーナイトフェスティバルにおける総売上額の新記録を達成（それ以前は、2016年の第12回大会における44億9669万4500円が最高[52]）。

### 8月
- 15日 - 【記録】 児玉碧衣（福岡・108期、L1）が、ガールズケイリンコレクション2020 名古屋ステージ・ガールズドリームレースで2着となり、ガールズケイリン史上3人目の通算獲得賞金額1億円を達成。デビューから5年1か月13日での達成は史上最速である[53]。

### 9月
- 02日 - 【記録】 日本競輪選手養成所で、8月31日から2日にかけて行われた第119回生・第120回生第2回卒業認定記録会において、第119回生（男子）では木村皆斗候補生（2回目）、北井佑季候補生、志田龍星候補生、山根将太候補生、渡口勝成候補生が、第120回生（女子）では吉川美穂候補生（2回目）が、それぞれゴールデンキャップを獲得[54]。記録会で6名ものゴールデンキャップ獲得者の誕生は、2019年第2回卒業認定記録会で誕生した5名[55]を上回り、過去最多であった。

- 17日 - 【記録】 西川親幸（熊本・57期、S2）が、別府FI2日目第7レース（準決勝）で6着となり、通算取得賞金額が1,000,118,488円となり10億円を突破。取得賞金額10億円達成は通算34人目、現役選手では20人目である[56]。また、デビューから34年4か月7日（12549日）は史上最遅、かつ特別競輪（GII以上）優勝経験がない中での10億円突破は史上初となった[57]。

- 19日 - 【記録】 GII・第36回共同通信社杯競輪（伊東温泉）2日目第2レースにおいて、3連単払戻金が1,002,490円（④柿澤大貴⑧渡辺十夢⑥竹内翼／490番人気）となり、3連単導入以後のGII開催では最高払戻額となった（GI開催を含めると3番目の払戻額）。また、2020年のビッグレースでは初の100万円以上の払戻額となった[58]。

- 24日 - 【記録】 山口拳矢（岐阜・117期、A2）が、和歌山FIで完全優勝。7月9日の本格デビュー戦より無傷で18連勝を達成。A級1班・2班戦で3開催連続優勝を達成したことにより、翌25日付にてS級2班へ特別昇級を果たした（デビュー戦より119日で達成）。A級3班によるチャレンジレースを導入した2008年1月以降において、本格デビュー場所から負けなしの6開催連続優勝（18連勝）でS級特別昇級を果たしたのは、深谷知広（愛知・96期、S1）、本年3月に達成した寺﨑浩平（福井・117期、S2）以来3人目の快挙[59][60]。なお、山口は正式デビュー前にプレデビュー戦である『競輪ルーキーシリーズ2020』[61]でも出場2開催（5月29日からの小倉FII、6月12日からの伊東温泉FII）ともに完全優勝を果たしており、通算では当日時点でプレデビュー戦より24連勝となった。

- 24日 - 【実施】 JKAは、2020年10月から2021年3月の期間内に行われるミッドナイト競輪において、競走得点に基づく番組編成を試行実施することを発表。1番車を競走得点最上位選手とし、1番車から競走得点上位順に選手を並べて出走表をシンプルにすることで、分かりやすく楽しんで頂くことを目的としている[62]。

- 29日 - 【終了】 千葉県鴨川市にあった場外車券売場「サテライト鴨川」が、車券発売を終了。なお、払戻業務は2020年11月30日まで継続する[63]。

### 10月
- 09日 - 【記録】 山口拳矢（岐阜・117期、S2）が、特別昇級後初のS級戦である大垣FIにて初日予選、2日目準決勝ともに1着（初日は同着）とし、正式デビュー戦からの連勝が20となり、2008年のA級3班チャレンジ戦導入後では深谷知広（愛知・96期、S1）に並ぶタイ記録となった[64][65]。なお、翌10日の決勝戦では接触により落車棄権したため、連勝記録は20で途絶えた（プレデビュー戦からでは26連勝）[66]。

- 12日 - 【記録】 加倉正義（福岡・68期、S1）が、高松FI初日第12レース（特選）で3着となり、通算取得賞金額が1,000,016,566円となり10億円を突破。取得賞金額10億円達成は9月に達成した西川親幸（熊本・57期、S2）以来通算35人目、現役選手では21人目である[67]。

- 16日 - 【記録】 田村英輝（徳島・78期、A3）が佐世保FII（ミッドナイト）3日目第3レースで1着となり通算500勝を達成。本年5月に達成した重一徳（鹿児島・57期、A1）に次ぐ通算36人目、デビューから24年目での達成であった[68]。規程に基づき12月5日、小松島競輪場にて表彰式が執り行われた[69]。

- 18日 - 【記録】 新田祐大（福島・90期、SS）が第29回寬仁親王牌・世界選手権記念トーナメント決勝戦で2着となり、通算取得賞金額が1,003,114,237円となり、10億円を突破。取得賞金額10億円達成は当月12日に達成した加倉正義（福岡・68期、S1）以来通算36人目、現役選手では22人目である[70][71]。

- 22日 - 【記録】 高木真備（東京・106期、L1）が、佐世保FI第7レースにて1着となり、本年6月に達成した児玉碧衣（福岡・108期、L1）に次ぐガールズケイリン史上5人目となる通算300勝を達成。登録日から6年6か月12日での達成であった[72][73]。規程に基づき11月24日、京王閣競輪場にて表彰式が執り行われた[74][75]。

- 24日 - 【記録】 竹内雄作（岐阜・99期、S1）が京王閣開設記念初日第3レースで1着となり通算300勝を達成。1994年に改正された現行の表彰規程において、登録日より10年以内での通算300勝達成は2018年3月の原田研太朗（徳島・98期、S1）に次ぐ通算6人目。なお、竹内は登録日が2010年11月1日であり、表彰対象となるには今節がラストチャンスであった[76][77]。規程に基づき12月1日、大垣競輪場にて表彰式が執り行われた[78]。

### 11月
- 11日 - 【終了】 北九州市は、旧門司競輪場敷地内で営業していた競輪場外車券売場「ハイビジョンシアター門司」について、2021年3月31日をもって営業終了すると発表[79][80]。

- 13日 - 【記録】 梶田舞（栃木・104期、L1）が、弥彦FII（ミッドナイト）2日目第2レースで1着となり、ガールズケイリン史上6人目となる通算300勝を達成[81]。デビューから7年7か月3日（登録日含まず）での達成であった[82]。

- 19日 - 【記録】 山口拳矢（岐阜・117期、S2）が、福井FI（KEIRINフェスティバル）2日目第8レース（準決勝）で、バンクレコードとなる上がりタイム10.6秒を記録。吉岡稔真（福岡・65期、引退）が持っていたバンクレコード（10.7秒）を28年ぶりに更新した[83][84]。

- 19日 - 【記録】 小林莉子（東京・102期、L1）が、ガールズグランプリ2020トライアル（小倉）2日目第11レースで7着となり、通算取得賞金が100,064,800円となり、ガールズケイリンでは本年8月に達成した児玉碧衣（福岡・108期、L1）に次ぐ史上4人目となる通算取得賞金額1億円を突破。8年4か月18日（デビュー日を含まず）での達成であった[85]。

- 28日 - 【実施】 JKAは、ファンからのニーズが高いモーニング競輪を、2021年2月に高知と立川にて3節追加開催することを発表[86]。

### 12月
- 08日 - 【実施】 日本競輪選手養成所は、第119期・第120期選手候補生による卒業記念レースを、2021年2月26日から27日にかけて静岡競輪場にて実施することを発表。また、同年3月1日に卒業式を実施することも併せて発表した。第119期生・第120期生においては夏季ないし年末年始の長期休暇（帰省）を実施しなかったことにより、例年よりカリキュラムの消化が早まったため前倒しのスケジュールとなった[87]（公式な発表はないが、令和2年度第2回競輪選手資格検定も例年より早く2月上旬に実施されるものとみられる）。

- 17日 - 【記録】 12月15日から17日まで行われた前橋FII（ミッドナイト）で、総売上が12億7335万3800円を計上、ミッドナイト競輪で初の総売上12億円台達成となり、総売上記録を更新した[88]。今回の開催は、当初から単独開催であった初日のみならず、2日目も競合予定であった大垣FII（初日）が降雪により中止・順延となり再び単独開催となったことで、売上を伸ばす要因となった[88]。なお、当日時点におけるミッドナイト競輪での総売上の上位5開催は、いずれも2020年のものである[88]。

- 19日 - 【人事】 GI2勝の濱口高彰（岐阜・59期、S2）が、今月いっぱいでの現役引退を表明。最後の競走参加は、追加あっせんを希望していた松阪FI（12月25日 - 27日）となった[89]。2021年1月13日、選手登録消除され現役引退。通算戦績は2906戦564勝、優勝回数67回（うちGI2回）であった[90]。

- 25日 - 【実施】 JKAは、2021年度の競輪開催において、GIII開催を拡大することを発表。主な変更内容は以下の通り[91]。
  - 「大阪・関西万博協賛競輪」（2021年度から2025年度までの5年間開催予定。S級12レース）と「施設整備等協賛競輪」（2021年度から2026年度までの6年間開催予定。S級戦で実施するがレース数は後日発表）を新設。
    - 2021年度の、「大阪・関西万博協賛競輪」は2021年6月10日 - 13日に福井競輪場（施行者：福井市）にて実施。「施設整備等協賛競輪」は2021年4月29日 - 5月2日（日）に奈良競輪場（施行者：奈良県）にて、2021年11月25日 - 28日に武雄競輪場（施行者：武雄市）にて、2022年2月26日 - 3月1日に高知競輪場（施行者：高知市）にて、それぞれ実施。

  - ナイターによるGIII開催を2020年度よりも2節増加。
    - 6月10日 - 13日に松山競輪場（施行者：松山市）で開催予定の国際自転車トラック競技支援競輪をナイターで実施。ほかに、ナイターによるGIII開催を3競輪場（川崎、前橋、四日市）にて計6節実施（それぞれ、開設記念と、開設記念とは別に4日間制GIIIを開催）。

  - 6月10日 - 13日の4日間は、競輪において初の試みとなる、1日の中でグレードレースを昼夜通じて開催する「GIIIリレー開催」を実施（昼間は大阪・関西万博協賛競輪を、ナイターは国際自転車トラック競技支援競輪を、それぞれ実施）。

- 25日 - 【実施】 JKAは、東京オリンピック・パラリンピックが2021年度に延期したことに伴い祝日を移動する改正特別措置法が可決、成立したことを受けて、2021年度に開催予定のサマーナイトフェスティバル及び一部のGIII開催の開催日程を変更すると発表。サマーナイトフェスティバル（GII、函館）は2021年7月16日 - 18日に、富山GIIIは2021年7月23日 - 7月26日に、久留米GIII（熊本市施行による借上げ開催）は2021年10月7日 - 10日に、それぞれ日程を変更する[92]。

- 28日 - 【記録】 児玉碧衣（福岡・108期、L1）が、オッズパーク杯ガールズグランプリ2020（平塚）で優勝し、史上初となるガールズグランプリ3連覇を達成[93]。また、ガールズグランプリ優勝回数3回も新記録となった。

- 28日 - 【記録】西武園FII（ミッドナイトフィナーレ）で、初日28日の売上額が5億1178万7300円を計上、ミッドナイト競輪で1場における1日の売上額の最高記録を更新した[94]。

- 30日 - 【記録】 KEIRINグランプリ2020で、和田健太郎（千葉・87期、SS）が史上10人目（第1回の中野浩一を除く）となる初出場初優勝。和田は特別競輪（GI・GII）の優勝歴はなく、初のビッグタイトル獲得であるだけでなく、グランプリ史上最高齢での初出場初優勝ともなった。また、当レースでの3連単22万1650円はグランプリ史上最高配当となった[95]。

### 新型コロナウイルス関連
COVID-19による競輪への影響や、以降の関連する出来事は以下の通り。

#### 2月
- 26日 - 【実施】 JKAは、政府及び関係省庁からの新型コロナウイルス感染症拡大防止を目的としたイベント開催規模縮小の要請を受けて、2月27日の開催より当面の間（26日時点。のち、3月11日までとすることを追加発表）、全国の競輪場において（ミッドナイト競輪以外も含めて）無観客で開催を実施することを決定。併せて、競輪場における場外車券発売、専用場外売場における車券発売も同様に当面の間（26日時点。のち、3月11日までとすることを追加発表）休止する。なお、電話投票・インターネット投票については通常通り実施する[96]。その後、3月12日以降も無観客での開催が続いたが、のち6月以降で体制が整った競輪場・専用場外売場から順次、観客の入場を再開した。このうち、払戻業務に関しては7月23日を以って全ての競輪場・専用場外売場にて再開したことから、2019年12月31日から2020年2月26日の間に購入し、的中した車券については払戻有効期限を2020年9月23日までとして対応した[97]。

#### 3月
- 01日 - 【事象】 2月27日より4日間開催された、奈良GIII・開設69周年記念「春日賞争覇戦」が終了。GIIIとしては初めて無観客で開催されたが、車券発売が電話ないしインターネットによる投票に限られたことから、総売上は17億6353万9100円と、前年度の54億929万8600円に対し32.6%と大幅ダウンした[98]。
  - 参考に、奈良記念の直後に奈良と同様に無観客で実施された、玉野GIII・開設69周年記念「瀬戸の王子杯争奪戦（3月5日 - 8日）でも、4日間の総売上は19億2843万7900円と、前年比35・9%の大幅ダウンであった[99]。

- 06日 - 【実施】 日本競輪選手養成所は、第117期・第118期卒業記念レースについて、新型コロナウイルス感染拡大防止の観点から、3月23日から24日にかけて伊東温泉競輪場での実施予定を、養成所JKA400において無観客で23日の1日のみの実施に変更すると発表。また、卒業式についても25日から24日に変更し、併せて来賓及び選手候補生の親族の招待も見合わせるなど規模を縮小して実施することとなった[100]。

- 10日 - 【実施】 JKAは、政府が新たに今後2週間はイベント開催を中止・縮小するよう要請する方針を打ち出したことを受けて、当初3月11日までとしていた無観客での開催を「当面の間」延長することを発表。また、競輪場や専用場外売場における場外車券発売も休止を継続し、車券発売は電話投票・インターネット投票のみとする[101]。また、払戻中止期間（2月29日から当面の間）に払戻有効期限を迎えた車券の取扱いについても、払戻有効延長期限をさらに延長する[102]。このため、26日から開催される第4回ウィナーズカップについても、特別競輪としては初めて無観客で実施することになった[103]。

#### 4月
- 02日 - 【事象】 2日から4日にかけて開催予定であった玉野FII（ナイター）が、公営競技としては初となる新型コロナウイルス感染症の影響により開催中止となった[104]。九州地区から参加した某選手の親族に新型コロナウイルス感染症の陽性反応が出たことを受け、親族在住の保健所から当該選手に対し濃厚接触者として自宅待機要請が出たため、その他参加選手の体調面等を考慮して、開催を中止することとした[105]。なお、この当該選手に対しては当初自宅待機要請がなされたが、PCR検査の結果陰性と判定されたため、自宅待機要請は解除され、また同開催に参加予定で競輪出場自粛を要請された選手に対しても、同様に自宅待機の措置は解除された[106][107]。なお、玉野競輪場では、8日からのFII（ミッドナイト）は予定通り開催した[108]。

- 07日 - 【事象】 元競輪選手で競輪評論家の井上茂徳（佐賀・41期）が、PCR検査を受け新型コロナウイルスに感染していたことが判明[109]。4月1日に発熱し、この日に陽性が判明。既に地元・佐賀県内の病院に入院したが、発熱以外の症状は出ていない模様[109]。なお、その後も大事には至らず、5月3日に退院した[110]。

- 08日 - 【事象】 井上茂徳が新型コロナウイルスに感染したという7日付の報道を受けて、当日から開催予定であった名古屋FIが、当日朝に急遽中止が決定。3月下旬に福井にて行われたGIIウィナーズカップの現場に井上がおり、また今回の名古屋ではそのウィナーズカップに出場した選手が複数参加していたこともあり、選手間で不安が広がったことや感染拡大防止のため、選手代表者会議で午前9時30分に中止、開催打ち切りを決定した[111][112]。なお、約款により、今開催で実施予定であったS級戦、A級戦、L級戦（ガールズケイリン）におけるそれぞれの総賞金の30％が、出場各選手に対し均等に支払われる。ちなみに、仮に1レースでも実施していれば、同じく約款により、総賞金の75％以上が支払われることが決まっていた[113]。

- 8日以降 - 【事象】 新型コロナウイルス感染症（COVID-19）の世界的な拡大により政府が7日に緊急事態宣言したことを受けて、感染拡大防止のため全国の競輪場で、競輪開催を取り止める動きが広まった。特に、4月9日 - 12日に開催予定であった平塚と4月16日 - 19日に開催予定であった西武園の両GIII（開設記念）では、開催場が緊急事態宣言の対象地域に含まれていたこともあり、グレードレースとしては初めて、新型コロナウイルス感染症の影響により中止が決定した[114][115]。

- 24日 - 【事象】 静岡市は、新型コロナウイルス感染拡大防止のため、5月5日から10日にかけて開催予定であったGI第74回日本選手権競輪の開催を中止すると発表[116][117]。日本選手権競輪の中止は、1961年に実施予定であった第16回大会（後楽園）以来59年ぶり[116]、GI（特別競輪）としても、開催場が決まらず中止に追い込まれた第15回オールスター競輪（1970年・1971年）以来、49年ぶり6度目の開催中止となった[116]。なお、ガールズケイリンコレクション静岡ステージも併せて中止となったが、このガールズケイリンコレクションに関しては9月に開催予定の第36回共同通信社杯競輪（伊東温泉）最終日に代替開催されることとなった。 → 6月23日

#### 5月
- 08日 - 【事象】 函館競輪場は、5月16日から予定されていた記念競輪と5月24日から予定されていたミッドナイト競輪を開催中止にする事を発表[118]。

- 08日 - 【実施】 JKAは8日、新型コロナウイルス感染症拡大防止の観点から、選手の移動を最小限に抑制するため、2020年6月の開催を「地区内あっせん」に限定すると発表。全国を3ブロック（『北日本・関東・南関東』、『中部・近畿』、『中国・四国・九州』）に分割し、選手に対しては極力所属する地区ないし隣接する地区であっせんする方針。但し、既に4月下旬に出場選手を発表済みのGI第71回高松宮記念杯競輪（和歌山）においては適用しない。また、6月のGIIIで予定されていたレインボーカップA級ファイナル（久留米）、S級ブロックセブン（青森）、レインボーカップチャレンジファイナル（取手）は実施しないことも併せて発表した[119][120]。

- 14日 - 【実施】 日本競輪選手養成所は、当日に予定していた第119期・第120期選手候補生入所式を、新型コロナウイルス感染症拡大防止の観点から延期[121]。なお、入所式は5月29日に規模を縮小した上で実施した[122]。

- 19日 - 【実施】 JKAは、新型コロナウイルス感染症拡大防止のため、7月から9月までのGIII・FI・FII開催において、7車9R制で開催することを発表。主な概要は以下の通り。なお、同期間中のオールスター競輪などの特別競輪（GI・GII）については、従来通り全国交流で実施する[21][22]。
  - S級、A級1・2班はともに1レース7車立（A級3班とL級は従来通り7車立）とし、単独又は複数の概定番組の組み合わせにより、1日9レースの4日制又は3日制開催で実施。概定番組は、S級7車立9レース（4日制） (PDF) （ポイント制を採用）、S級7車立7レース（3日制） (PDF) 、S級7車立5レース（3日制） (PDF) 、A級1・2班7車立4レース（3日制） (PDF) 、の各通りとする。
  - 原則として、開催競輪場の所在都道府県と近隣の選手を中心にあっせんする近隣交流で実施。
  - 7月の広島競輪及び別府競輪のモーニング競輪については、1レース7車立・1日7レース（3日制）で実施（8月及び9月のモーニング競輪については後日発表）。

- 29日 - 【実施】 全国競輪施行者協議会は、6月18日から21日にかけて開催予定のGI第71回高松宮記念杯競輪（和歌山）において、無観客で開催することを決定[123]。特別競輪としては3月の第4回ウィナーズカップ以来2例目、GIでは初めての無観客開催となる。

- 29日 - 【実施】 JKAを始めとした競輪・オートレース関係団体は、政府の「新型コロナウイルス感染症対策の基本的対処方針」を踏まえて、業界内に設置した新型コロナウイルス感染症対策本部において「競輪・オートレースにおける新型コロナウイルス感染症感染拡大予防ガイドライン」を策定[1]。

#### 6月
- 01日 - 【実施】 全国競輪施行者協議会は、6月12日からの武雄FII（モーニング）と8月11日からの前橋FI（ナイター）において、観客を入れて開催を行うと発表。新型コロナウイルス感染症拡大防止のため無観客での開催が続いていた競輪において、観客を入れての再開が発表されたのは初めて[124]。なお、その後も観客受け入れの再開を決定した競輪場・競輪場外車券売場が徐々に増加している[125]。また、同日より、それらに先駆けて競輪場では弥彦と平塚で、その他専用場外でもサテライト横浜など一部で、それぞれ払戻業務のみを再開した[126]。

- 08日 - 【実施】 JKAは、コロナウイルス感染症拡大防止のため4月と5月は開催中止が相次いだことを受け、2020年度特別競輪等出場選手選抜方法を変更したことを発表。7月開催予定のGIIサマーナイトフェスティバル以降の特別競輪において適用し、最低出走回数を「あっせん状況を考慮して変更」するなど当初の選考基準から一部が変更なされている。なお、KEIRINグランプリの出場選手選抜方法については検討中のため、後日発表としている[127]。具体的な変更点は、こちらの各項目を参照のこと。

- 21日 - 【実施】 いわき市は、7月10日から3日間開催予定の第16回サマーナイトフェスティバル（いわき平）において、入場は事前申込制とし、抽選により当選した1,000名限定で入場カードを交付の上、福島県内在住であることを証明できた当選者のみ入場を許可すると発表。また、入場の際にはマスク着用を義務付け、検温も実施するなど感染拡大防止対策を徹底することも併せて発表した[128]（2020年度の特別競輪では初めての有観客開催となる）。

- 23日 - 【実施】 JKAは、第36回共同通信社杯競輪（伊東温泉）最終日（9月21日）に、開催中止となったガールズケイリンコレクション静岡ステージの代替として、ガールズケイリンコレクション伊東温泉ステージを開催することを発表[129]。出場予定選手は、1月から2月にかけて実施された静岡ステージトライアルレースを勝ち上がった7名がそのまま選出された[130]。

#### 7月
- 01日 - 【実施】 JKAは、8月以降のGIIIについて、全国交流（近隣交流の緩和）とすることを決定[131]。

- 03日 - 【実施】 名古屋競輪組合は、8月のGI・第63回オールスター競輪（名古屋）は無観客で開催することを発表[132]。

- 24日 - 【実施】 広島市は、競輪事業の運営受託業者である日本写真判定から、広島競輪場で従業する従業員が新型コロナウイルスに感染したとの報告を受けたため、当面の間広島競輪場を閉鎖して車券発売・払戻業務を中止することを発表。なお、当該従業員は競輪場の関係者とは一切接触していないため、直近の開催である7月24日〜25日に開催のFIIモーニング7については無観客開催とし、車券の発売は電話・インターネット投票及び一部の場外車券売場で実施した[133]。その後、7月30日から車券発売・払戻業務を再開[134]。

- 27日・28日・29日 - 【事象】【実施】 JKAは27日、競輪選手2名が新型コロナウイルスに感染したと発表。当該両選手はレースに出場していなかった22日と25日に自宅で発熱し、両名共に25日にPCR検査を受けた結果、26日夕方に「陽性」と判明したため病院に入院した。なお、今後の競輪開催には影響はないとしている[135]。これを受けて、和歌山県では28日、地元選手が新型コロナウイルスに感染したことを公表、念のため当面の間和歌山競輪場での場外発売・払戻を中止することを発表した[136][137]（なお、和歌山競輪場ではこの日の時点では観客を入れての本場開催はまだ再開していない）。さらに翌日の29日には、JKAが新たに競輪選手1人が新型コロナウイルスに感染したと発表、これで感染者は3人目となった。なお、感染者はいずれも選手会和歌山支部所属であることも公表された[138]。この当該選手は27日に発表された2人の感染者のうち1人の濃厚接触者であり、27日にPCR検査を受けて28日夕方に陽性が判明したため、無症状ではあるが病院に入院した[139]。

#### 8月
- 05日 - 【実施】 伊東市は、9月に開催予定のGII・第36回共同通信社杯競輪（伊東温泉）において、入場は人数制限をした上で事前申し込み・抽選による許可制とすることを発表。第63回オールスター競輪開催期間中の伊東温泉における場外発売において、場内での抽選による1000人とインターネット抽選による500人、それぞれの当選者に対し4日間共通の入場許可証を発行する。また、同様に特別観覧席においても場内及びインターネット抽選により当選した190人に対し、同様に4日間共通の入場許可証を発行する。その他、入場の際はマスク着用を必須とし、検温を実施するなど感染症対策を徹底する[140]。

- 05日・06日 - 【事象】 JKAは5日、新たに1名の競輪選手が新型コロナウイルスに感染したことを発表。8月1日に発熱と味覚異常を発症し、翌2日に保健所に相談、そして4日にPCR検査を受検し同日夕方に「陽性」と判定とされ病院に入院した。また、翌6日には、その競輪選手の濃厚接触者であった別の競輪選手1名も5日にPCR検査を受検した結果「陽性」と判定されたことを発表した[141]。

#### 9月
- 14日 - 【実施】 JKAは、来る10月から2021年3月までの開催について、GIII開催についてはS級は1レース9車立とし、12レースの4日制又は3日制開催で実施することを発表。なお、FI及びFII開催については、S級、A級、L級ともに1レース7車立とし、単独又は複数の概定番組の組み合わせによる1日12レースの4日制又は3日制開催を継続する。なお、選手あっせんについては、原則としてGIII以上の開催は全国交流とするが、FI及びFII開催は近隣交流で実施する[142]。このほか、モーニング7については原則として7レースで、ミッドナイト競輪については原則として9レースで、それぞれ実施する（概定番組は既存のものを使用する）[142]。また、2021年3月のまでGIII企画単発レースについては、「競輪ルーキーシリーズ2020」（男子のみ、2020年10月）、ガールズフレッシュクイーン（2020年11月）、レインボーカップA級ファイナル（2020年12月）、レインボーカップチャレンジファイナル（2020年12月）、第117回生ルーキーチャンピオンレース（若鷲賞）（2021年3月）を、それぞれ実施する[142]。

- 29日 - 【実施】 前橋市は、10月に開催予定のGI・第29回寬仁親王牌・世界選手権記念トーナメント（前橋）において、有観客とすることを発表。新型コロナウイルス感染症拡大防止に向けてガイドラインの遵守と拡大防止対策に万全を期した上で、入場の際に検温の実施や、原則マスクの着用、滞留人数が5000人を超えた場合は入場規制などを実施する[143]。

#### 10月
- 05日 - 【実施】 北九州市は、11月に開催予定のGI・第62回朝日新聞社杯競輪祭（小倉）において、有観客での開催とするが事前申込制（抽選）による入場制限を行うことを発表。各日とも、福岡県及び近隣4県（大分県、佐賀県、熊本県、山口県）在住者を対象とした事前申込者の中から抽選で2500名を募集する[144]。

- 08日 - 【実施】 平塚市は、12月に開催予定のKEIRINグランプリシリーズ（平塚）において、冬季の開催であり屋内施設内に観客が密集することへの懸念が払拭されないことを理由に、神奈川県在住の2000名に限定した上で、事前抽選制での有観客による開催とすることを発表。また、入場の際には検温の実施やマスク着用を義務付けるなどの感染症対策を徹底する[145]。

- 09日 - 【事象】 JKAは、競輪選手2名が新型コロナウイルスに感染したと発表。1名は、10月7日に味覚・臭覚に異常を感じたため、翌日PCR検査を受検したところ、同日午後に新型コロナウイルスの「陽性」が判明した。また、この選手の濃厚接触者と認定された競輪選手が5名いることも保健所の調べで判明した。もう1名は、10月7日に発熱（39度）し、同日PCR検査を受検したところ、新型コロナウイルスの「陽性」が判明した[146]。

#### 11月
- 18日 - 【事象】 JKAは、競輪選手1名が新型コロナウイルスに感染したと発表。当該選手は、11月16日に発熱したため、翌日PCR検査を受検したところ、18日に新型コロナウイルスの「陽性」が判明した。なお、この選手の濃厚接触者と認定された競輪選手はいない[147]。

- 23日 - 【事象】 松戸市は、松戸競輪場警備従事者1名が新型コロナウイルス感染症に罹患したことが判明したことに加え、所管保健所より7名の濃厚接触者の認定があったことを受けて、翌24日から26日までの『千葉市営松戸競輪東出剛メモリアルカップ』を、感染拡大防止の観点から無観客開催とすることを発表。また、来る11月28日から30日までの本場開催（ナイター）も無観客開催とするほか場外併売は中止とし、12月3日から6日までの場外発売も中止することを併せて発表した[148][149]。

- 28日 - 【事象】 松戸市は、上記の松戸競輪場警備従事者から新型コロナウイルスの感染者が判明した件に絡み、27日までに累計で6名の警備従事者に感染が確認されたことを受けて、今後の情勢を鑑みて当日から30日まで開催予定であったFII（ナイター）を中止すると発表[150]。新型コロナウイルス感染症に絡んだ開催当日の中止決定は、本年4月8日から開催予定であった名古屋FI以来（上記の「4月」の節を参照）。

- 30日 - 【事象】 JKAは、競輪選手1名が新型コロナウイルスに感染したと発表。当該選手は、11月27日に発熱し当日PCR検査を受検したところ、28日新型コロナウイルスの「陽性」が判明した。なお、この選手の濃厚接触者と認定された競輪選手はいない[151]。

#### 12月
- 03日 - 【事象】 川崎市は、川崎競輪場にて2021年2月に開催予定のGI・第36回読売新聞社杯全日本選抜競輪において、有観客での開催とするが事前申込制（抽選）による入場制限（ただし申込者の居住地による制限は行わない）を行うことを発表。一般入場3,000人、指定席205席、車椅子席2席、グループ席1席を抽選で決定し、当選者には4日間共通の入場許可証をその場で交付ないし発送する[152]。
  - なお、2021年に入り再度緊急事態宣言が発令され、かつ3月7日まで延長されたことを受けて、同年2月4日に無観客開催とすることを決定した[153]。

- 04日 - 【事象】 松戸市は、上記の松戸競輪場警備従事者から新型コロナウイルスの感染者が判明した件に絡み、松戸競輪場にて12月10日から13日まで開催予定の『千葉競輪開設71周年記念滝澤正光杯in松戸』について、無観客開催とすることを発表[154]。

- 08日 - 【事象】 松戸市は、上記の松戸競輪場警備従事者から新型コロナウイルスの感染者が判明した件に絡み、松戸競輪場で開催予定の12月18日から20日のFIと28日から30日のFII（ともにナイター）においても無観客開催とし、KEIRINグランプリシリーズを含む当月中の場外発売を全て中止とすることを発表[155]。なお、その後12月28日に、場外発売の中止期間を2021年1月12日まで延長することを発表した[156]。

- 10日 - 【事象】 JKAは、競輪選手1名が新型コロナウイルスに感染したと発表。当該選手は、12月6日に軽い倦怠感の症状が出始め自宅療養していたが、倦怠感が続くため8日に近くの病院を受診しPCR検査を受検したところ、9日に新型コロナウイルスの「陽性」が判明した。なお、この選手の濃厚接触者と認定された競輪選手はいない[157]。

- 12日 - 【事象】 広島市は、前日11日に広島県・広島市「新型コロナ感染拡大防止集中対策」が決定されたことに伴い、12月14日から2021年1月3日までの間、広島競輪場を閉場とすることを発表。閉場期間中は本場開催は無観客とするほか、広島競輪場におけるKEIRINグランプリシリーズを含む場外発売も中止とする[158]。なお、その後12月28日に、閉場期間を2021年1月17日まで延長することを発表した[159]。

- 23日 - 【事象】 JKAは、競輪選手1名が新型コロナウイルスに感染したと発表。当該選手は、12月18日に発熱の症状が出始め自宅療養していたが、体調不良が続くため22日に病院を受診しPCR検査を受検したところ、コロナウイルスの「陽性」が判明した。今後入院する予定。また、この選手の濃厚接触者と認定された競輪選手は2人いることが判明した[160]。

- 25日 - 【事象】 JKAは、競輪選手1名が新型コロナウイルスに感染したと発表。当該選手は、12月23日付で公表した競輪選手の感染者の濃厚接触者であったことから、23日にPCR検査を受検した結果、「陽性」と判明した。今後入院する予定。なお、もう1人の濃厚接触者については、「陰性」の診断結果が出た。ただ、今回「陽性」と判明した競輪選手の濃厚接触者として認定された競輪選手は、8人いることが判明した[161]。

- 25日 - 【実施】 JKAは、毎年2月に開催している優秀選手表彰式典において、2021年実施予定の「令和2年優秀選手表彰式典」については縮小開催と祝賀パーティーを中止すると発表。なお、式典当日の模様はインターネット（YouTubeのKEIRIN【JKA】-競輪-公式チャンネル）またはCS放送（SPEEDチャンネル／693ch）にて生中継する[162]。

- 29日 - 【事象】 JKAは、競輪選手1名が新型コロナウイルスに感染したと発表。当該選手は、12月23日に発熱し、28日にPCR検査を受検したところ、同日新型コロナウイルスの「陽性」が判明した。なお、この選手の濃厚接触者と認定された競輪選手はいない[163]。

- 31日 - 【事象】 JKAは、競輪選手1名が新型コロナウイルスに感染したと発表。当該選手は、12月28日に濃厚接触者と認定され、29日にPCR検査を受検したところ、30日に新型コロナウイルスの「陽性」が判明した。なお、この選手の濃厚接触者と認定された競輪選手はいない[164]。

## GP
出典：
| レース名             | 場名 | 日程           | 優勝者     | 総売上 （ ）内は対前回比    |
| -------------------- | ---- | -------------- | ---------- | --------------------------- |
| KEIRINグランプリ2020 | 平塚 | 12月30日（水） | 和田健太郎 | 056億7148万2000円（108.7%） |

## GI
| レース名                                     | 場名   | 日程                              | 優勝者   | 総売上 （ ）内は対前回比    |
| -------------------------------------------- | ------ | --------------------------------- | -------- | --------------------------- |
| 第35回読売新聞社杯全日本選抜競輪             | 豊橋   | 02月08日（土） 〜 11日（火祝）    | 清水裕友 | 84億1005万7500円（101.3%）  |
| 第74回日本選手権競輪 中止                    | 静岡   | 05月05日（火祝） 〜 5月10日（日） | -        | -                           |
| 第71回高松宮記念杯競輪                       | 和歌山 | 06月18日（木） 〜 21日（日）      | 脇本雄太 | 70億5905万0100円（83.1%）   |
| 第63回オールスター競輪                       | 名古屋 | 08月12日（水） 〜 16日（日）      | 松浦悠士 | 117億7481万6400円（107.9%） |
| 第29回寬仁親王牌・世界選手権記念トーナメント | 前橋   | 10月15日（木） 〜 18日（日）      | 脇本雄太 | 85億4077万4100円 （126.1%） |
| 第62回朝日新聞社杯競輪祭                     | 小倉   | 11月18日（水） 〜 23日（月祝）    | 郡司浩平 | 114億9406万4300円（129.7%） |

## GII
出典：
| レース名                         | 場名     | 日程                           | 優勝者   |
| -------------------------------- | -------- | ------------------------------ | -------- |
| 第04回ウィナーズカップ           | 福井     | 03月26日（木） 〜 29日（日）   | 松浦悠士 |
| 第16回サマーナイトフェスティバル | いわき平 | 07月10日（金） 〜 12日（日）   | 清水裕友 |
| 第36回共同通信社杯競輪           | 伊東温泉 | 09月18日（金） 〜 21日（月祝） | 中本匠栄 |
| ヤンググランプリ2020             | 平塚     | 12月29日（火）                 | 松井宏佑 |

## GIII
出典：
| 備考 | 備考                               | 備考 | 備考                                      |
| ---- | ---------------------------------- | ---- | ----------------------------------------- |
| ※    | 「国際自転車トラック競技支援競輪」 | ★    | 「ナイター開催」                          |
| L    | ガールズケイリン組み込み           | 替   | 代替地での開催 （千葉→松戸、熊本→久留米） |

| 最終日の企画レース（無印は実施せず） | 最終日の企画レース（無印は実施せず）      | 最終日の企画レース（無印は実施せず） |
| ------------------------------------ | ----------------------------------------- | ------------------------------------ |
| 7 = S級ブロックセブン                |                                           |                                      |
| AF = レインボーカップA級ファイナル   | CF = レインボーカップチャレンジファイナル |                                      |
| RC = ルーキーチャンピオンレース      | GQ = ガールズ フレッシュクイーン          |                                      |
| R+ = 競輪ルーキーシリーズ2020プラス  |                                           |                                      |

|    | 場名        | 備考             | 企画 | 日程                             | 優勝者           |
| -- | ----------- | ---------------- | ---- | -------------------------------- | ---------------- |
| 28 | 立川        |                  | 7    | 01月04日（土） 〜 01月07日（火） | 清水裕友         |
| 55 | 和歌山      |                  | 7    | 01月10日（金） 〜 01月13日（月） | 松浦悠士         |
| 25 | 大宮        |                  | 7    | 01月16日（木） 〜 01月19日（日） | 平原康多         |
| 13 | いわき平    |                  | 7    | 01月23日（木） 〜 01月26日（日） | 山崎芳仁         |
| 71 | 高松        |                  | 7    | 01月30日（木） 〜 02月02日（日） | 松浦悠士         |
| 81 | 小倉        | 3日制L           |      | 02月14日（金） 〜 02月16日（日） | 松坂洋平         |
| 38 | 静岡        |                  | 7    | 02月21日（金） 〜 02月24日（月） | 浅井康太         |
| 53 | 奈良        |                  | 7    | 02月27日（木） 〜 03月01日（日） | 松谷秀幸         |
| 61 | 玉野        |                  | RC   | 03月05日（木） 〜 03月08日（日） | 郡司浩平（同着） |
| 61 | 玉野        | 新山響平（同着） | RC   | 03月05日（木） 〜 03月08日（日） |                  |
| 75 | 松山        |                  | 7    | 03月12日（木） 〜 03月15日（日） | 平原康多         |
| 83 | 久留米      | ※L               |      | 03月20日（金） 〜 03月22日（日） | 菅田壱道         |
| 74 | 高知        |                  | 7    | 04月02日（木） 〜 04月05日（日） | 浅井康太         |
| 35 | 平塚 中止   |                  | 7    | 04月09日（木） 〜 04月12日（日） | -                |
| 26 | 西武園 中止 |                  | GQ   | 04月16日（木） 〜 04月19日（日） | -                |
| 84 | 武雄        |                  | 7    | 04月23日（木） 〜 04月26日（日） | 松浦悠士         |
| 11 | 函館 中止   |                  | 7    | 05月16日（土） 〜 05月19日（火） | -                |
| 24 | 宇都宮      |                  | 7    | 05月21日（木） 〜 05月24日（日） | 浅井康太         |
| 83 | 久留米      |                  | AF   | 06月6日（土） 〜 06月9日（火）   | 清水裕友         |
| 12 | 青森        | ※                | 7    | 06月11日（木） 〜 06月14日（日） | 隅田洋介         |
| 23 | 取手        |                  | CF   | 06月27日（土） 〜 06月30日（火） | 郡司浩平         |
| 73 | 小松島      |                  |      | 07月02日（木） 〜 07月05日（日） | 原田研太朗       |
| 21 | 弥彦        |                  |      | 07月18日（土） 〜 07月21日（火） | 平原康多         |
| 51 | 福井        |                  |      | 07月23日（木） 〜 07月26日（日） | 脇本雄太         |
| 46 | 富山        |                  |      | 07月30日（木） 〜 08月02日（日） | 稲垣裕之         |
| 11 | 函館        |                  |      | 08月07日（金） 〜 08月10日（月） | 鈴木庸之         |
| 31 | 松戸        | ★                |      | 08月22日（土） 〜 08月25日（火） | 岩本俊介         |
| 36 | 小田原      |                  |      | 08月27日（木） 〜 08月30日（日） | 和田真久留       |
| 54 | 向日町      |                  |      | 09月03日（木） 〜 09月06日（日） | 山田英明         |
| 43 | 岐阜        |                  |      | 09月10日（木） 〜 09月13日（日） | 郡司浩平         |
| 12 | 青森        |                  |      | 09月26日（土） 〜 09月29日（火） | 新田祐大         |
| 87 | 熊本        | 替               | R+   | 10月01日（木） 〜 10月04日（日） | 郡司浩平         |
| 31 | 松戸        | ★L               |      | 10月08日（木） 〜 10月11日（日） | 山本伸一         |
| 27 | 京王閣      |                  | R+   | 10月24日（土） 〜 10月27日（火） | 平原康多         |
| 63 | 防府        |                  | GQ   | 10月31日（土） 〜 11月03日（火） | 清水裕友         |
| 48 | 四日市      | ★                |      | 11月05日（木） 〜 11月08日（日） | 佐藤慎太郎       |
| 86 | 別府        |                  |      | 12月03日（木） 〜 12月06日（日） | 浅井康太         |
| 32 | 千葉        | 替               |      | 12月10日（木） 〜 12月13日（日） | 岩本俊介         |
| 85 | 佐世保      |                  | AF   | 12月17日（木） 〜 12月20日（日） | 吉田拓矢         |
| 62 | 広島        |                  | CF   | 12月24日（木） 〜 12月27日（日） | 野原雅也         |

## FI
| 場名 | タイトル           | 日程                         | 優勝者   |
| ---- | ------------------ | ---------------------------- | -------- |
| 平塚 | 寺内大吉記念杯競輪 | 12月28日（月） 〜 30日（水） | 吉田拓矢 |

## FII
KEIRIN EVOLUTION
開催なし
S級ブロックセブン
| 開催場    | 月日               | 優勝者     | 地区   |
| --------- | ------------------ | ---------- | ------ |
| 立川      | 01月07日（火）     | 齋藤登志信 | 北日本 |
| 和歌山    | 01月13日（月祝）   | 山田諒     | 中部   |
| 大宮      | 01月19日（日）     | 竹内智彦   | 北日本 |
| いわき平  | 01月26日（日）     | 藤根俊貴   | 北日本 |
| 高松      | 02月02日（日）     | 荒井崇博   | 九州   |
| 静岡      | 02月24日（月振休） | 近藤保     | 南関東 |
| 奈良      | 03月01日（日）     | 畑段嵐士   | 近畿   |
| 松山      | 03月15日（日）     | 佐々木豪   | 四国   |
| 高知      | 04月5日（日）      | 小倉竜二   | 四国   |
| 平塚 中止 | 04月12日（日）     | -          | -      |
| 武雄      | 04月26日（日）     | 小川勇介   | 九州   |
| 函館 中止 | 05月19日（火）     | -          | -      |
| 宇都宮    | 05月24日（日）     | 柳詰正宏   | 九州   |
| 青森 中止 | 06月14日（日）     | -          | -      |

その他
| 場名 | タイトル                               | 日程           | 優勝者   |
| ---- | -------------------------------------- | -------------- | -------- |
| 玉野 | ルーキーチャンピオンレース（RC） 115期 | 03月8日（日）  | 朝倉智仁 |
| 豊橋 | スーパープロピストレーサー賞           | 05月31日（日） | 松浦悠士 |

## GPメンバー・4日制以上のGI決勝進出者（25名）
- a北日本、b関東、c南関東 / D中部、E近畿、F中国、G四国、H九州
- 棄 ＝ 途中棄権、失 ＝ 失格、B ＝ 最終バックストレッチの先頭通過者
- 賞金 ＝ 取得賞金額順位でのGP出場
- * ＝ 本年度のS級S班（残り1名は中川誠一郎）

| 県  | 期  |             | 400 全日 選 | 400 高松 宮杯 | 400 オー ル | 335 親王 牌 | 400 競輪 祭 | 400 G P   |
|     |     |             | 捲          | 逃            | 捲          | 逃          | 捲          | 差        |
| --- | --- | ----------- | ----------- | ------------- | ----------- | ----------- | ----------- | --------- |
| F山 | 105 | 清水裕友*   | 1           | 丶            | 丶          | 丶          | 丶          | 6 ★       |
| b埼 | 087 | 平原康多*   | 2           | 6             | 丶          | 丶          | 2           | 5 （賞4） |
| H佐 | 089 | 山田英明    | 3           | 丶            | 6           | 7           | 丶          | <補欠>    |
| a島 | 078 | 佐藤慎太郎* | 4           | 4             | 丶          | 丶          | 丶          | 3 （賞6） |
| c神 | 099 | 郡司浩平*   | 5           | 丶            | 丶          | 6           | 1 B         | 9 ★       |
| c千 | 087 | 和田健太郎  | 6           | 2             | 丶          | 丶          | 7           | 1 （賞7） |
| E京 | 086 | 村上博幸*   | 7           | 丶            | 丶          | 丶          | 丶          | 丶        |
| E奈 | 101 | 三谷竜生    | 8           | 丶            | 丶          | 丶          | 丶          | 丶        |
| F広 | 098 | 松浦悠士*   | 9 B         | 3             | 1           | 4           | 丶          | 8 ★       |
| E井 | 094 | 脇本雄太*   | 丶          | 1 B           | 2 B         | 1 B         | 丶          | 2 B ★★    |
| E大 | 090 | 稲川翔      | 丶          | 5             | 丶          | 丶          | 3           | 丶        |
| b茨 | 095 | 芦澤辰弘    | 丶          | 7             | 丶          | 丶          | 丶          | 丶        |
| a島 | 090 | 新田祐大*   | 丶          | 8             | 丶          | 2           | 5           | 7 （賞8） |
| E京 | 086 | 稲垣裕之    | 丶          | 9             | 丶          | 丶          | 丶          | 丶        |
| E大 | 100 | 古性優作    | 丶          | 丶            | 3           | 丶          | 6           | 丶        |
| b新 | 079 | 諸橋愛      | 丶          | 丶            | 4           | 丶          | 4           | 丶        |
| c神 | 089 | 内藤秀久    | 丶          | 丶            | 5           | 丶          | 丶          | 丶        |
| a秋 | 096 | 守澤太志    | 丶          | 丶            | 7           | 5           | 丶          | 4 （賞9） |
| F岡 | 088 | 柏野智典    | 丶          | 丶            | 8           | 丶          | 丶          | 丶        |
| G徳 | 098 | 原田研太朗  | 丶          | 丶            | 9           | 丶          | 丶          | 丶        |
| E和 | 085 | 東口善朋    | 丶          | 丶            | 丶          | 3           | 丶          | 丶        |
| H佐 | 094 | 山田庸平    | 丶          | 丶            | 丶          | 8           | 丶          | 丶        |
| G媛 | 089 | 橋本強      | 丶          | 丶            | 丶          | 9           | 丶          | 丶        |
| b新 | 094 | 鈴木庸之    | 丶          | 丶            | 丶          | 丶          | 8           | 丶        |
| c神 | 089 | 松井宏佑    | 丶          | 丶            | 丶          | 丶          | 9           | 丶        |

## 女子
格付けは全てFII

### ガールズケイリン特別レース
出典：
| レース名                                                                | 場名     | 日程                         | 優勝者            |
| ----------------------------------------------------------------------- | -------- | ---------------------------- | ----------------- |
| ガールズケイリンコレクション2020 福井ステージ                           | 福井     | 03月29日（日）               | 児玉碧衣          |
| ガールズケイリンコレクション2020 静岡ステージ 中止                      | 静岡     | 05月07日（木）               | -                 |
| ガールズケイリンフェスティバル2020                                      | いわき平 | 07月10日（金） 〜 12日（日） | 高木真備          |
| ガールズケイリンコレクション2020 名古屋ステージ・アルテミス賞レース     | 名古屋   | 08月13日（木）               | 梅川風子          |
| ガールズケイリンコレクション2020 名古屋ステージ・ガールズドリームレース | 名古屋   | 08月15日（土）               | 石井貴子（106期） |
| ガールズケイリンコレクション2020 伊東温泉ステージ                       | 伊東温泉 | 09月21日（月祝）             | 高木真備          |
| ガールズグランプリトライアル2020 トパーズ                               | 小倉     | 11月18日（水） 〜 20日（金） | 児玉碧衣          |
| ガールズグランプリトライアル2020 アメジスト                             | 小倉     | 11月18日（水） 〜 20日（金） | 佐藤水菜          |
| オッズパーク杯ガールズグランプリ2020                                    | 平塚     | 12月28日（月）               | 児玉碧衣          |

### 女子 その他
| 場名         | タイトル                                       | 月日          | 優勝者 |
| ------------ | ---------------------------------------------- | ------------- | ------ |
| 防府         | ガールズ フレッシュクイーン（GQ） 114期・116期 | 11月3日（火） | 久米詩 |
| （開催なし） | ガールズケイリン2020 インターナショナル        | -             | -      |

## 獲得賞金ランキング
- 男子上位30名  (PDF)
- 女子上位20名  (PDF)
- 新人（117期・118期）上位10名  (PDF)

## 死去
新聞など各種メディアで報じられた者のみを記載
- 3月17日 - 加藤忠（元競輪選手。静岡・6期）、85歳没[175]
- 9月07日 - 中井光雄（元競輪選手。滋賀・期前）、86歳没[176]